# Cécile Coulombe
Pour les articles homonymes, voir Coulombe.
Sœur Cécile Coulombe est une administratrice québécoise qui est née à Lévis le 8 mai 1910 et morte le 3 décembre 2003.

## Honneurs
- 1991 -  Membre de l'Ordre du Canada
- 1992 - Médaille Gloire de l'Escolle
- 1993 - Membre de l'Académie des Grands Québécois
- 1994 - Intronisée au Mur des célébrités de Place Laurier, Sainte-Foy, Québec
- 1995 -  Officière de l'Ordre national du Québec